# Кіровський (Іглінський район)
Кі́ровський (рос. Кировский, башк. Кировский) — присілок у складі Іглінського району Башкортостану, Росія. Входить до складу Улу-Теляцької сільської ради.
Населення — 72 особи (2010; 65 в 2002).
Національний склад:
- росіяни — 55 %